# Казе Сплендијани (Пескара)
Казе Сплендијани (итал. Case Splendiani) је насеље у Италији у округу Пескара, региону Абруцо.
Према процени из 2011. у насељу је живело 41 становника. Насеље се налази на надморској висини од 14 м.